# Colostethus toachi
Colostethus toachi là một loài ếch thuộc họ Dendrobatidae.
Đây là loài đặc hữu của Ecuador.
Môi trường sống tự nhiên của chúng là rừng ẩm vùng đất thấp nhiệt đới hoặc cận nhiệt đới, vùng núi ẩm nhiệt đới hoặc cận nhiệt đới, đồng cỏ nhiệt đới hoặc cận nhiệt đới vùng ngập nước hoặc lụt theo mùa, và sông ngòi.
Chúng hiện đang bị đe dọa vì mất môi trường sống.